# Aleksandar Komulović
 (décembre 2022).
Aleksandar Komulović, né en 1548 à Split (République de Venise) et mort le 11 juin 1608 à Dubrovnik, République de Raguse, est un prêtre catholique, diplomate, auteur d'un catéchisme en croate, devenu jésuite en 1599. En tant que jésuite son nom est associé à un autre jésuite croate célèbre de la même époque, Bartul Kašić.

## Biographie
Aleksandar Komulović est issu d'une puissante famille de Split, les Petrak. Très jeune il se destine à devenir prêtre. Il étudie la théologie à Split. Chanoine en 1572 il est membre de la confrérie de San-Girolamo-dei-Illiri, conférie qu'il dirigera. Ses talents font qu'il est repéré par le cardinal Santoro dit cardinal Santa Severina qui le prend à son service. A cette époque il rédige un premier catéchisme en langue croate (rédigé en chtokavien). 
En 1584 le pape Grégoire XIII le nomme visiteur apostolique pour l'Albanie, la Monténégro, la Macédoine, la Bulgarie et la Serbie. A cette occasion il prend conscience des menaces qui existent à l'égard des catholiques vivant sous domination ottomane et en informe le pape. Sa bonne connaissance de la menace conduit le pape Clément VIII à l'envoyer pour une mission en Europe du Nord en vue d'organiser une grande coalition à travers l'Europe pour contrer la menace turque (Cf.la Sainte Ligue du Pape Clement VIII (en)). Sa mission se soldera par un échec, ni Russes ni Polonais ne souhaitent s'allier avec Venise et les Serbes dans une guerre contre l'Empire Ottoman.
De retour à Rome il entre à un âge déjà avancé dans la Compagnie de Jésus en 1599. Sa vie de diplomate est désormais achevée. À partir de 1604 et jusqu'à la fin de sa vie il est à Dubrovnik et se consacre à la prédication et surtout à la traduction, publication et diffusion de différentes catéchismes dont celui qu'il rédigea en 1582. On lui doit la traduction en croate du célèbre catéchisme de Bellarmin.